# Alois Cathrein

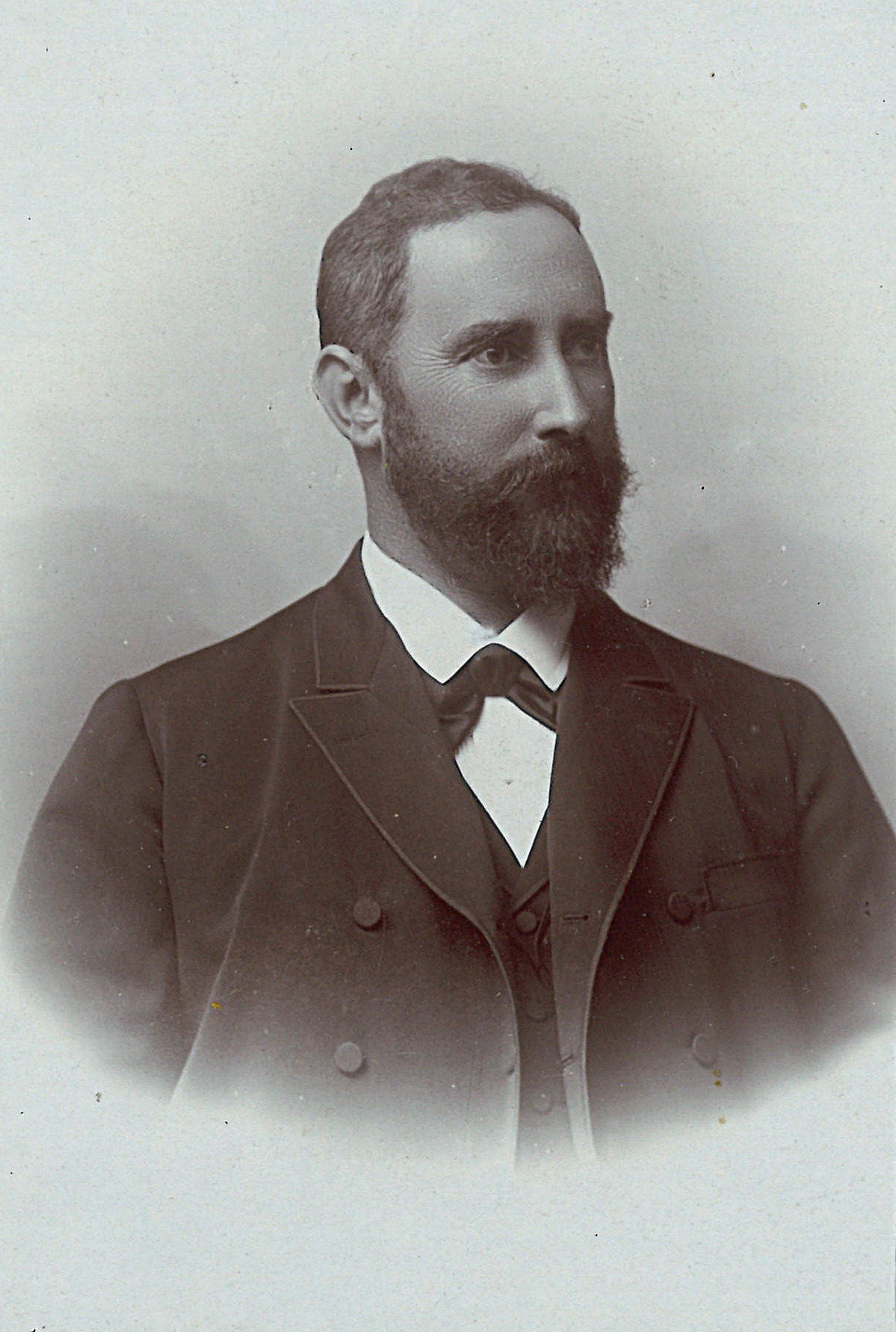
Alois Cathrein (1902)

Alois Cathrein (* 2. Juli 1853 in Bozen; † 30. März 1936 in Innsbruck) war ein österreichischer Mineraloge und Rektor der Universität Innsbruck

## Leben
Er besuchte das Staatsgymnasium in Innsbruck, das er 1872 abschloss. Im Anschluss trat er ein Studium an der Philosophischen Fakultät der Universität Innsbruck an. 1876 absolvierte er die Lehramtsprüfung für Naturgeschichte, 1878 jene für Mathematik und Physik. 1877 wurde er zum Doktor der Philosophie promoviert. 1878/79 studierte er an der Universität Wien, im Anschluss ein weiteres Jahr in Straßburg und schließlich in Karlsruhe, wo er Assistent für Mineralogie und Geologie an der Technischen Hochschule wurde und 1882 für die Fächer Mineralogie und Petrographie habilitiert wurde. 1886 wurde er zum außerordentlichen Professor in Karlsruhe ernannt.
1889 kehrte er als außerordentlicher Professor nach Innsbruck zurück. Für seine Berufung nannte die Kommission nicht etwa seine wissenschaftlichen Qualitäten oder seine Position an einer ausländischen Universität als Gründe, sondern sein wissenschaftlicher Fokus auf die Tiroler Geologie und die Tatsache, dass es wenig wahrscheinlich erschiene, dass er einen Ruf an eine andere Universität annehmen würde. Nach seiner Ernennung zum ordentlichen Professor 1890 blieb er bis 1924 Leiter des Mineralogisch-Petrographischen Instituts der Universität Innsbruck. Im Studienjahr 1897/98  war er Dekan der Philosophischen Fakultät und im Studienjahr 1901/02 Rektor der Universität Innsbruck.
1910 wurde er zum Direktor der k. k. Prüfungs-Kommission für das Lehramt an Gymnasien und Realschulen bestellt. 1922 erfolgt seine Ernennung zum Hofrat. In Innsbruck wohnte er zunächst in der Universitätsstraße 24 und später im Haus Schmerlingstraße 4. Gegen Ende seiner beruflichen Tätigkeit erwarb er ein Weingut in der Nähe von Trient, wo er einen Teil seines Ruhestandes verbrachte.
Auf ihn geht die Bezeichnung Granitit für den Biotitgranit der Sachsenklemme sowie die Bezeichnung Klausenit für die dioritischen Gesteine um Klausen (z. B. den Fels von Säben) zurück.

## Schriften (Auswahl)
- Alois Cathrein: Die geognostischen Verhältnisse der Wildschönau. In: Veröffentlichungen des Tiroler Landesmuseums Ferdinandeum. Band 21, Nr. 3. Innsbruck 1877, S. 123–157 (mdz-nbn-resolving.de).
- Alois Cathrein: Die oscillatorische Combination der Krystallformen. Innsbruck 1879.
- Alois Cathrein: Die Dolomitzone bei Brixlegg in Nordtirol. In: Jahrbuch der Kaiserlich Königlichen Geologischen Reichsanstalt. Band 30, 1880, S. 609–634 (mdz-nbn-resolving.de).
- Alois Cathrein: Zur Gliederung des rothen Sandsteines in Nordosttirol. In: Verhandlungen der K.K. Geologischen Reichsanstalt. Nr. 13, 1886, S. 307–311 (biodiversitylibrary.org).
- Alois Cathrein: Petrefactenfunde bei Brixlegg in Tirol. In: N. Jahrb. 1886, S. 257–258.
- Alois Cathrein: Beiträge zur Petrographie Tirols. In: Neues Jahrbuch für Mineralogie, Geologie und Paläontologie. E. Schweizerbart'sche Verlagshandlung, Stuttgart 1887, S. 147–172 (zobodat.at [PDF]).
- Alois Cathrein: Dioritische Gang- und Stockgesteine aus dem Pustertal. In: Zeitschrift der Deutschen Geologischen Gesellschaft. Band 50. Wilhelm Hertz, Berlin 1898, S. 257–278 (biodiversitylibrary.org).
- Alois Cathrein: Die Symmetrie im Reiche der Kristalle. Inaugurationsrede, gehalten in der Aula am 4. November 1901. In: Die feierliche Inauguration des Rector Magnificus. Universität Innsbruck, 1899–1933. Innsbruck 1902, urn:nbn:at:at-ubi:2-28763.
- Alois Cathrein: Ueber Wildschönauer Gabbro. S. 189–194.
- Alois Cathrein: Petrographische Notizen aus den Alpen.
- Alois Cathrein: Mineralogisch-petrographische Skizze des Vintschgaues. In: Fridolin Plant (Hrsg.): Reise-Führer durch Vintschgau, Oberinntal bis Landeck und die Seitentäler. Meran 1907, S. 103–107 (literature.at).
- Alois Cathrein: Über beachtenswerte Kristalle aus Öberösterreich. In: Heinrich Georg Bronn, Karl Cäsar von Leonhard (Hrsg.): Neues Jahrbuch für Mineralogie, Geognosie, Geologie und Petrefaktenkunde. Band 1915, Nr. 1. E. Schweizerbart's Verlagshandlung, Stuttgart 1915, S. 28–34 (biodiversitylibrary.org).
- Alois Cathrein: Neue Mikrodiagnose an einem Jadeitmeißel vom Bondone. In: Heinrich Georg Bronn, Karl Cäsar von Leonhard (Hrsg.): Neues Jahrbuch für Mineralogie, Geognosie, Geologie und Petrefaktenkunde. Band 1917, Nr. 1. E. Schweizerbart's Verlagshandlung, Stuttgart 1917, S. 20–22 (biodiversitylibrary.org).
- Alois Cathrein: Chloromelanitaxt von Molina. In: Atti della Accademia. Roveretana degli Agiati 1925.